# 明日の私を信じたい
『明日の私を信じたい』（あしたのわたしをしんじたい）は、石塚早織の1枚目のシングル。1996年11月21日にバンダイ・ミュージックエンタテインメントからリリースされた。

## 解説
- 石塚早織のデビューシングルで、OVA『ふしぎ遊戯』エンディングテーマ。
- 同アニメのオープニングテーマ「夜が明ける前に」と同日リリースされた。

## 曲目
1. 明日の私を信じたい [4:07]
  - OVA『ふしぎ遊戯』エンディングテーマ
  - 作詞：青木久美子、作曲：清岡千穂、編曲：山中紀昌
2. 君なら大丈夫 [4:34]
  - 作詞：石塚早織、作曲：家原正嗣、編曲：相内勝雪
3. 明日の私を信じたい (オリジナル･カラオケ)
4. 君なら大丈夫 (オリジナル･カラオケ)